# کورت وایس
کورت وایس (آلمانی: Kurt Weiß؛ ۳۰ مارس ۱۹۰۶ – ۲۹ اوت ۱۹۹۵) بازیکن هاکی روی چمن اهل آلمان بود.